# Arrondissement Corte
Arrondissement Corte (fr. Arrondissement de Corte) je správní územní jednotka ležící v departementu Haute-Corse a regionu Korsika ve Francii. Člení se dále na 14 kantonů a 158 obcí.

## Kantony
- Alto-di-Casaconi
- Bustanico
- Campoloro-di-Moriani
- Castifao-Morosaglia
- Corte
- Fiumalto-d'Ampugnani
- Ghisoni
- Moïta-Verde
- Niolu-Omessa
- Orezza-Alesani
- Prunelli-di-Fiumorbo
- Venaco
- Vescovato
- Vezzani